# Departamento de Maine-soroa
Maine-soroa es un departamento situado en la región de Diffa, de Níger. En diciembre de 2012 presentaba una población censada de 131 664 habitantes. Su chef-lieu es Maïné-Soroa.
Se ubica en el sur del departamento, en la frontera con Nigeria.

## Subdivisiones
Está formado por tres comunas, que se muestran asimismo con población de diciembre de 2012:
Comunas urbanas
- Maïné-Soroa (78 735 habitantes)

Comunas rurales
- Foulatari (30 953 habitantes)
- N'Guelbély (21 976 habitantes)

Hasta la reforma territorial de 2011, se incluía también en este departamento la comuna rural de Goudoumaria, que actualmente forma por sí misma un departamento.